# Micromyrtus erichsenii
Micromyrtus erichsenii är en myrtenväxtart som beskrevs av William Botting Hemsley. Micromyrtus erichsenii ingår i släktet Micromyrtus och familjen myrtenväxter. Inga underarter finns listade i Catalogue of Life.